# 橙天嘉禾
橙天嘉禾娛樂（集團）有限公司（英語：Orange Sky Golden Harvest Entertainment (Group) Limited，簡稱橙天嘉禾，港交所：1132）是一家在華語電影產業中具影響力的跨區域電影院線及電影製作公司。截至2025年7月，集團在新加坡共經營15間影城，合計119塊銀幕。
公司前身為嘉禾娛樂事業集團有限公司，由鄒文懷、何冠昌及梁風於1970年創立，製作超過600部電影，並培養出李小龍、成龍等國際知名影星。1994年，公司在香港交易所上市，並於2009年被橙天娛樂集團收購，改為現名。集團現專注於電影製作及亞洲其他地區的影院業務，並積極拓展數碼內容與國際合作項目。
分別於2024年及2025年6月30日，集團宣佈全面終止台灣及香港所有4間戲院的營運，並結束相關租約，正式退出台灣及香港影院市場，分別由威視股份有限公司及上海星軼接手。

## 經營
- 電影製作
- 電影發行
- 電影放映
- 電影融資
- 香港及東南亞華語電影發行商
- 跨區域影院經營商

## 历史

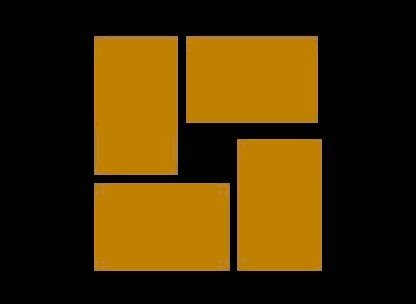
嘉禾第三代標誌「四塊圖板」（1978年至1999年；2009年至2025年）。1978年以來嘉禾電影的經典片頭音樂「噔噔叮噔」四個音，是顧嘉煇按着鄒文懷「四個音代表平上去入」的構思創作

- 1970年5月，原为邵氏兄弟僱员的邹文怀、何冠昌、梁风、蔡篤生离开邵氏，自立門戶，创办嘉禾影业公司（嘉禾娱乐事业集团有限公司的前身），購入國泰機構（香港）有限公司旗下片廠在牛池灣瓊東街舊址作為片廠廠址並改名為嘉禾製片廠。
- 1971年，李小龍簽約嘉禾，与邹文怀合作拍摄5部电影，分别為《唐山大兄》、《精武门》、《猛龙过江》、《龍爭虎鬥》和《死亡游戏》。其中1973年的《死亡游戏》為李小龙的最后作品。
- 1973年，原為邵氏兄弟旗下的武打演員鄭佩佩在嘉禾片場錄製《鐵娃》，但比對下覺得嘉禾非常擁擠，但篤信風水的羅維解釋：因為片場在鑽石山起家，所以無意改變風水。[5]
- 1974年，许冠文、许冠傑签约嘉禾，拍摄一系列许氏兄弟喜剧电影，包括：《鬼马双星》、《天才与白痴》、《半斤八两》、《卖身契》、《摩登保镖》、《铁板烧》等。  许冠文于1981年参与了《炮弹飞车》的演出。
- 1979年，成龙签约嘉禾，成為其中一位老闆，拍摄了多部电影。成龙与好莱坞演员合作的第一部电影是1981年的《炮弹飞车》。
- 1987年，嘉禾與郭鶴年合資成立「嘉通（马）私人有限公司」（Golden Communications (M) Sdn Bhd，GC），進軍馬來西亞影城市場。[6]
- 1989年，嘉禾獲得聯合國際影業旗下電影的香港發行權。另一方面，嘉禾在香港設立「嘉年華影業有限公司」（Dartina Development Limited），為進軍新加坡市場做準備。
- 1990年，嘉禾代理第一部電影《忍者龟》（1990年版）。嘉年華影業控股的「嘉華娛樂（新加坡）有限公司」（Golden Village Entertainment (Singapore) Pte Ltd）在新加坡成立。
- 1990年，嘉禾及波麗佳音合資成立嘉音唱片。
- 1992年，在新加坡的嘉華院線（Golden Village）開幕。[7]
- 1994年，嘉禾與馬來西亞Tanjong Entertainment Sdn Bhd合資成立「Tanjong Golden Village Sdn Bhd」（TGV），擴展當地影城市場。
- 1997年，台灣的資訊大廠宏碁進行企業轉型時，曾考慮透過子公司併購嘉禾。後來除入股之外，雙方並合資成立新公司。馬來西亞嘉通整併國泰院線，更名「嘉通院线（马）私人有限公司」（Golden Screen Cinemas (M) Sdn Bhd，GSC）[8]。
- 1998年，牛池灣的嘉禾製片廠土地被政府收回並關閉，後重建為私人參建居屋嘉峰臺。
- 2000年，从90年代至2003年，嘉禾电影至今首共出品生产了600多部电影。包括《古惑仔電影系列》（3、4、5及6）、《古惑仔情義篇之洪興十三妹》、《新古惑仔之少年激鬥篇》、《飛虎雄心》、《飛虎雄心2之傲氣比天高》、《东京攻略》、《甜蜜蜜》、《风云雄霸天下》、《中华英雄》、《薰衣草》、《特务迷城》、《夏日的么么茶》、《幻影特攻》和《星愿》等百多部電影。而2003年《行运超人》為嘉禾最後一套發行電影。自此，嘉禾則轉型為經營電影院線和代理電影為主的娛樂公司。
- 2004年，李嘉誠和他當時剛入主的EMI唱片（2012年，已被環球唱片及索尼/聯合電視音樂出版领导的财团收購）入股嘉禾公司，並成功簽署收購台灣華納威秀影城的合約。
- 2005年，嘉禾於深圳华润中心万象城开设中國內地首個旗艦嘉禾电影城，代表著嘉禾拓展珠江三角洲影城業務的決心。这是嘉禾在中国内地第一家的品牌电影城，也是深圳最大的电影城，在結業前更長期處於深圳影院票房冠軍。同年收購台灣最大院線之一——威秀影城佔35.71%股權權益。
- 2006年，嘉禾出脫嘉通全數持股。[9]
- 2007年，嘉禾創辦人鄒文懷出售他所持有的嘉禾娛樂24.78%股權給橙天娛樂。[10]
- 2008年，橙天娛樂集團正式收購嘉禾娛樂事業集團，成為嘉禾娛樂單一大股東。嘉禾出脫TGV全數持股，退出馬來西亞市場[11]。
- 2009年，嘉禾娛樂事業集團有限公司正式易名為橙天嘉禾娛樂集團有限公司，以便更明確表明是橙天娛樂集團旗下子公司。
- 2017年7月，橙天嘉禾將中國內地的影城業務售予南海控股旗下的大地院线。[12]
- 2025年2月，嘉禾於深圳华润中心万象城开设的中國內地首個旗艦嘉禾电影城暫停營業。
- 2025年6月27日，橙天嘉禾宣布，作為集團對其營運及成本架構持續進行策略檢討之一環，一直在評估其香港影城業務之表現及可持續性。將停止在香港經營所有影城業務，並已完成或已達成協議將於2025年6月29日前完成公司旗下剩餘四間戲院，包括奧海城the sky、屯門市廣場StagE、筲箕灣嘉禾銀河廣場及大埔超級城嘉禾大埔之租約終止。由於提早終止該等租約，並基於若干物業已租予或預期即時租予新租戶，集團預期確認因撥回復原成本撥備而產生之非經常性收益約1,900萬元，以及因租賃修改而產生之進一步非經常性收益約4,600萬元。該年7月1日起，除筲箕灣戲院結業外，剩下三間戲院均由上海星軼影院接手，並暫時保留原有嘉禾品牌繼續經營。[13]

## 香港電影事件
- 1971年 「唐山大兄」（李小龙主演）以港幣3,197,417元，打破香港開埠票房紀錄。
- 1972年 「精武門」  （李小龙主演）以港幣4,431,424元，打破香港開埠票房紀錄。
- 1974年 「鬼马双星」（许冠文主演）以港幣6,251,633元，打破香港開埠票房紀錄。
- 1976年 「半斤八两」（许冠文主演）以港幣8,531,699元，打破香港開埠票房紀錄。
- 1981年 「摩登保镖」（许冠文主演）以港幣17,769,048元，打破香港開埠票房紀錄。

## 旗下影院

### 香港
全線影院已於2025年6月30日易手上海星軼影院營運。

### 臺灣
橙天嘉禾2024年已全數出售其股權。

### 新加坡
- GV @ Capitol
- GV Paya Lebar
- GV Tiong Bahru
- GV Suntec City
- GV VivoCity
- GV Plaza
- GV Tampines
- GV Jurong Point
- GV Bishan
- GV City Square
- GV Grand, Great World City
- GV Katong
- GV Yishun

## 資料來源
1. ↑  鍾寶賢. . . 商務印書館. 2014. ISBN 9789620765345 请检查|isbn=值 (帮助).
2. ↑  . 蘋果日報. 2009-12-18  [2025-06-29]. 原始内容存档于2021-06-18.
3. ↑  . Variety. 2025-06-20  [2025-06-28].
4. ↑  文雋. . 晴報. 2018-11-06.
5. ↑  Pumpkinjojo Leung, , 2012-01-02  [2024-06-27], （原始内容存档于2024-06-27）
6. ↑  《The Edge》報導：
  - Tan Choe Choe & Yimie Yong. . 2017-05-11. （原始内容存档于2020-09-26）.
  - Tan Choe Choe & Yimie Yong. . 2017-05-11. （原始内容存档于2020-09-26）.
7. ↑  . Singapore History.   [2015-07]. （原始内容存档于2020-09-27）.
8. ↑  . Free Malaysia Today. 2016-09-13. （原始内容存档于2020-06-02）.
9. ↑   (PDF). 嘉禾. 2006-12-21. （原始内容存档 (PDF)于2020-10-01） –披露易.
10. ↑  .   [2025-06-29]. （原始内容存档于2025-06-29）.
11. ↑   (PDF). 嘉禾. 2008-02-14. （原始内容 (PDF)存档于2017-12-07） –披露易.
12. ↑   (PDF). 南海控股有限公司. 2017-07-28  [2018-03-29]. （原始内容存档 (PDF)于2020-10-01）.
13. ↑  . 2025-06-27.